# Premna amplectens
Premna amplectens là một loài thực vật có hoa trong họ Hoa môi. Loài này được Wall. ex Schauer miêu tả khoa học đầu tiên năm 1847.